# Omar Pedrini
Omar Pedrini (* 28. Mai 1967 in Brescia) ist ein italienischer Musiker.

## Leben
Pedrini ist Sänger und Leadgitarrist der Band Timoria und erlangte als dieser innerhalb Italiens große Bekanntheit. Aber auch abseits der Band ist der Musiker in vielen weiteren Bereichen aktiv: Seit 1997 ist er Kunstdirektor der Brescia Music Art, einem Projekt, das der Verknüpfung zwischen den einzelnen Künsten gewidmet ist. Des Weiteren gründete er sein eigenes Plattenlabel namens Omar Gru, mit dem er für fünf junge alternative Rockgruppen produzierte.
Im Jahre 2001 schrieb Pedrini das von der Stampa Alternativa herausgegebene Gedichtbuch Acqua d’amore ai fiori gialli. Omar beschloss, in naher Zukunft ausschließlich als Solokünstler aufzutreten und nahm mit dem Lied Lavoro inutile am Sanremo-Festival 2004 teil, was er bereits zwei Mal mit seiner Band Timoria getan hatte. Es erschien sein zweites Soloalbum: Vidomàr. Im Jahr 2006 folgte mit Pane, burro e medicine ein weiteres Album.

## Diskografie
- 1996: Beatnik
- 2004: Vidomàr
- 2006: Pane, burro e medicine
- 2014: Che ci vado a fare a Londra?
- 2017: Come se non ci fosse un domani
- 2020: Viaggio senza vento live
- 2023: Sospeso

## Schriften
- Acqua d'Amore ai Fiori Gialli, Stampa Alternativa, 2001